# Rafael Gayano Lluch
Rafael Gayano Lluch (València, 20 de juliol de 1890 - València, 25 de febrer de 1954) va ser un escriptor valencià.
Va estudiar lleis, filosofia i lletres, des de la seva joventut se sentí atret per la poesia i el teatre.
Va escriure 107 obres teatrals, gairebé totes en valencià, i es van estrenar a gairebé tot Espanya. Va col·laborar en nombroses publicacions relacionades amb la cultura popular valenciana. Va ser director de "El Pardalero" periòdic de caràcter satíric, i fundador de setmanaris com "La veu del poble", "El motiló" i "Teatre valencià". També va publicar el llibre de poemes "Brots de terra" (1928) i va escriure estudis de caràcter històric, com "Els Furs de Valencia" (1930-1931) i "Aucologia Valenciana" (1942).
Va pertànyer a l'associació cultural valenciana Lo Rat Penat amb el càrrec de vocal, i va ser considerat un personatge il·lustre i anomenat per intervenir en actes públics, com la presidència de l'homenatge a Eduard Escalante el 18 de novembre de 1934.
Va estar vinculat al valencianisme polític, formant part d'Acció Nacionalista Valenciana des de la seua fundació el 1933.
Va ser director del Centre de Cultura Valenciana i corresponent de la Reial Acadèmia de la Història. Rebí una medalla per part de la Real Acadèmia de Cultura Valenciana. A la ciutat de València hi ha un carrer amb el seu nom (carrer de Gayano Lluch), i també una comissió fallera.